# 영양남씨연원재사
영양남씨연원재사(英陽南氏燕院齋舍)는 경상북도 안동시 이천동에 있다. 2010년 3월 12일 안동시의 문화유산 제64호로 지정되었다.